# Fries suikerbrood

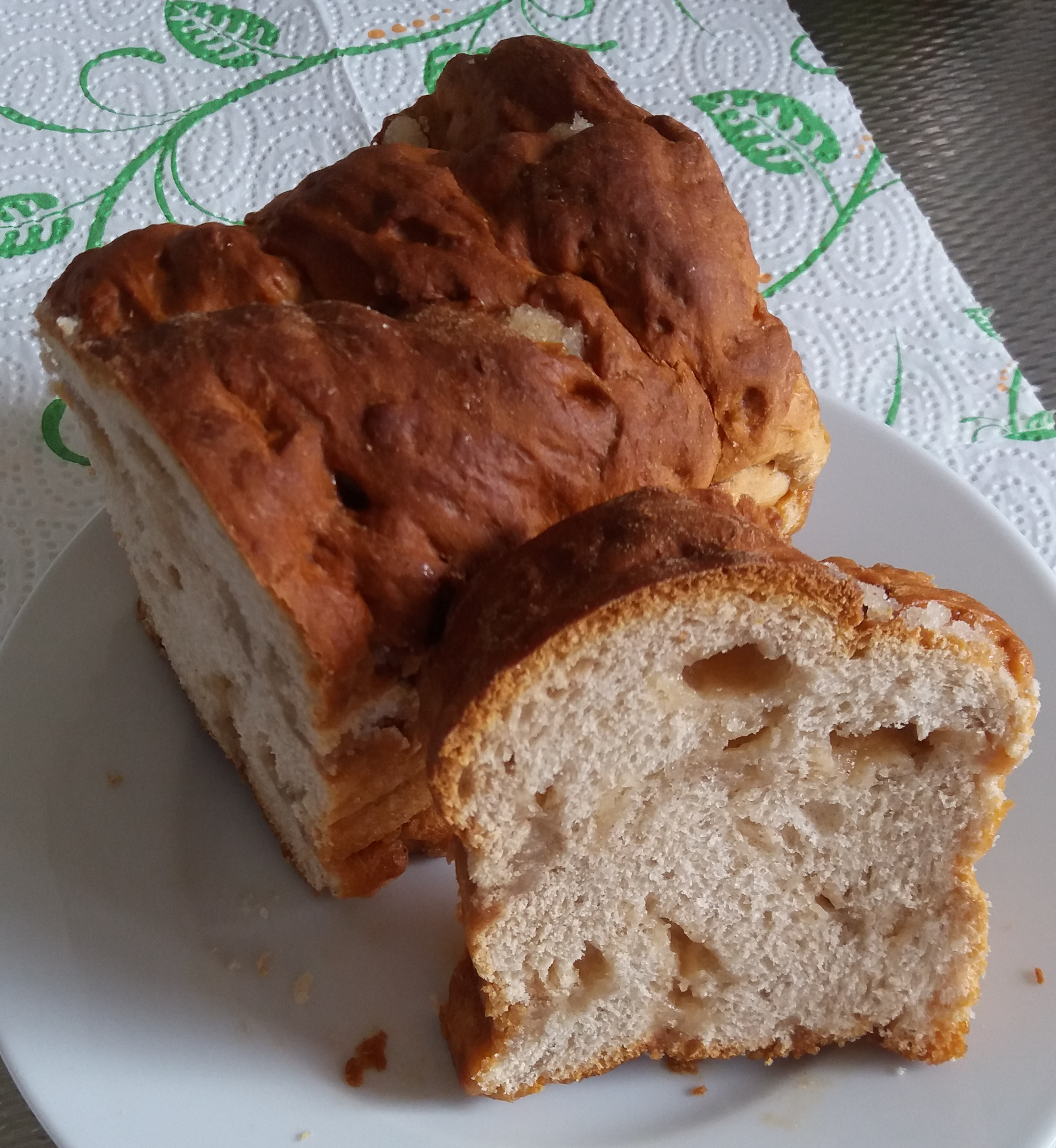
Fries suikerbrood

Fries suikerbrood (Fries: Fryske sûkerbôle, [’friskə ’sukrbɔ:lə]) is wittebrood waarin korrels suiker zijn meegebakken. Naast tot 40% parel- of greinsuiker wordt er kaneel en soms ook gembersiroop aan toegevoegd. In Friesland werd het brood cadeau gegeven aan moeders die bevallen waren van een meisje. Kaneel en gember zou een helende werking hebben en sterker maken voor het moederschap. Was het een jongetje, dan kreeg de moeder krentencake.
Het suikerbrood veranderde in de loop van de tijd van een rondbrood in een rechthoekige busbrood.
Ook in andere delen van Nederland en in België wordt suikerbrood gebakken, zoals in de Nederlandse provincie Limburg en Noord-Brabant, klontjesmik geheten. Dit laatste bevat een kleinere hoeveelheid suiker (25%) en er wordt geen kaneel aan toegevoegd.